# Myrmeleon fischeri
Myrmeleon fischeri är en insektsart som först beskrevs av Luisa Eugenia Navas 1933.  Myrmeleon fischeri ingår i släktet Myrmeleon och familjen myrlejonsländor. Inga underarter finns listade i Catalogue of Life.